# Chironomus nigricans
Chironomus nigricans är en tvåvingeart som beskrevs av Maurice Emile Marie Goetghebuer 1927. Chironomus nigricans ingår i släktet Chironomus och familjen fjädermyggor.
Artens utbredningsområde är Belgien. Inga underarter finns listade i Catalogue of Life.